# Дино Мануцци (стадион)
Стадио́н Ди́но Ману́цци, официально известный как Стадион Ороджель Дино Мануцци— футбольный стадион в Чезене, Италия. В настоящее время это домашний стадион футбольного клуба «Чезена». Стадион вмещает 23 860 человек.

## История
Стадион был первоначально построен в 1957 году, но в то время на нем не было сидячих мест (вместо этого было только две террасы). В 1973 году, когда «Чезена» вышла в Серию А, стадион был значительно расширен и мог вместить 30 000 зрителей. В этой версии стадиона была зарегистрирована самая высокая посещаемость, когда 10 февраля 1974 года 35 991 человек смотрели, как Чезена победила «Милан». 
Ранее стадион назывался La Fiorita с момента его постройки до 1982 года, когда он был переименован в честь бывшего президента Чезены — Дино Мануцци.
В 1988 году на стадионе была проведена полная перестройка: все существующие трибуны были снесены, а затем отстроены заново. Новая вместимость была уменьшена до 23 860 человек.
В 1993 году стадион принимал Финал чемпионата Европы по футболу 1993 года среди женщин.
В рамках заявки Италии на проведение Евро-2016 был включен стадион Дино Мануцци, футбольный союз Италии планировал инвестировать в стадион около 30 миллионов евро. Запланированные изменения включали увеличение вместимости до более чем 31 000 человек, новые ложи для прессы, VIP-залы и ложи для СМИ. Это всё отменилось после того, как Евро-2016 было присуждено Франции.
В начале сезона 2011/12 годов поле было преобразовано в искусственное игровое покрытие, и «Чезена» стала первым клубом, сделавшим это. 13 августа 2011 года, в конце матча по регби между Италией и Японией, болельщикам разрешили выйти на поле и взять с собой отрезок травы. Тем же летом на стадионе были проведены дополнительные работы, в том числе трибуны были увеличены вместимостью на 1000 мест. Установлены новые стулья.. На краю поля также были установлены два ящика из плексигласа, в каждом из которых по восемь болельщиков, где болельщики могут следить за ходом матча всего с нескольких метров.
В 2014 году кампания «Orogel» подписала спонсорское соглашение с Чезеной, об аренде стадиона. С этого момента стадион будет называться Орогель Дино Мануцци.